# Mokra Dziura (Wąwóz Czarownic)
Mokra Dziura – schronisko w Ciężkowicach w województwie małopolskim, w powiecie tarnowskim, w gminie Ciężkowice. Pod względem geograficznym znajduje się na Pogórzu Ciężkowickim będącym częścią Pogórza Środkowobeskidzkiego.
Schronisko znajduje się w pionowej, skalnej ścianie zamykającej Wąwóz Czarownic, z której spada Wodospad Ciężkowicki. Jest to duża nyża pod okapem o szerokości 7 m. Nyża ma długość 6 m, a jej wysokość dochodzi do 2,4 m. Wzdłuż jej ścin spływa niewielka struga wody. Na dnie jest gleba i resztki roślinne. Schronisko powstało w piaskowcu ciężkowickim głównie wskutek erozji wodnej spowodowanej przez potok (dopływ Ostruszanki). Jest w pełni widne, a jego dno z powodu stale przepływającej wody jest stale wilgotne.
Miejscowej ludności schronisko znane było od dawna. Zinwentaryzował go i opisał T. Mleczek w 1994 r. On też sporządził jego pan.

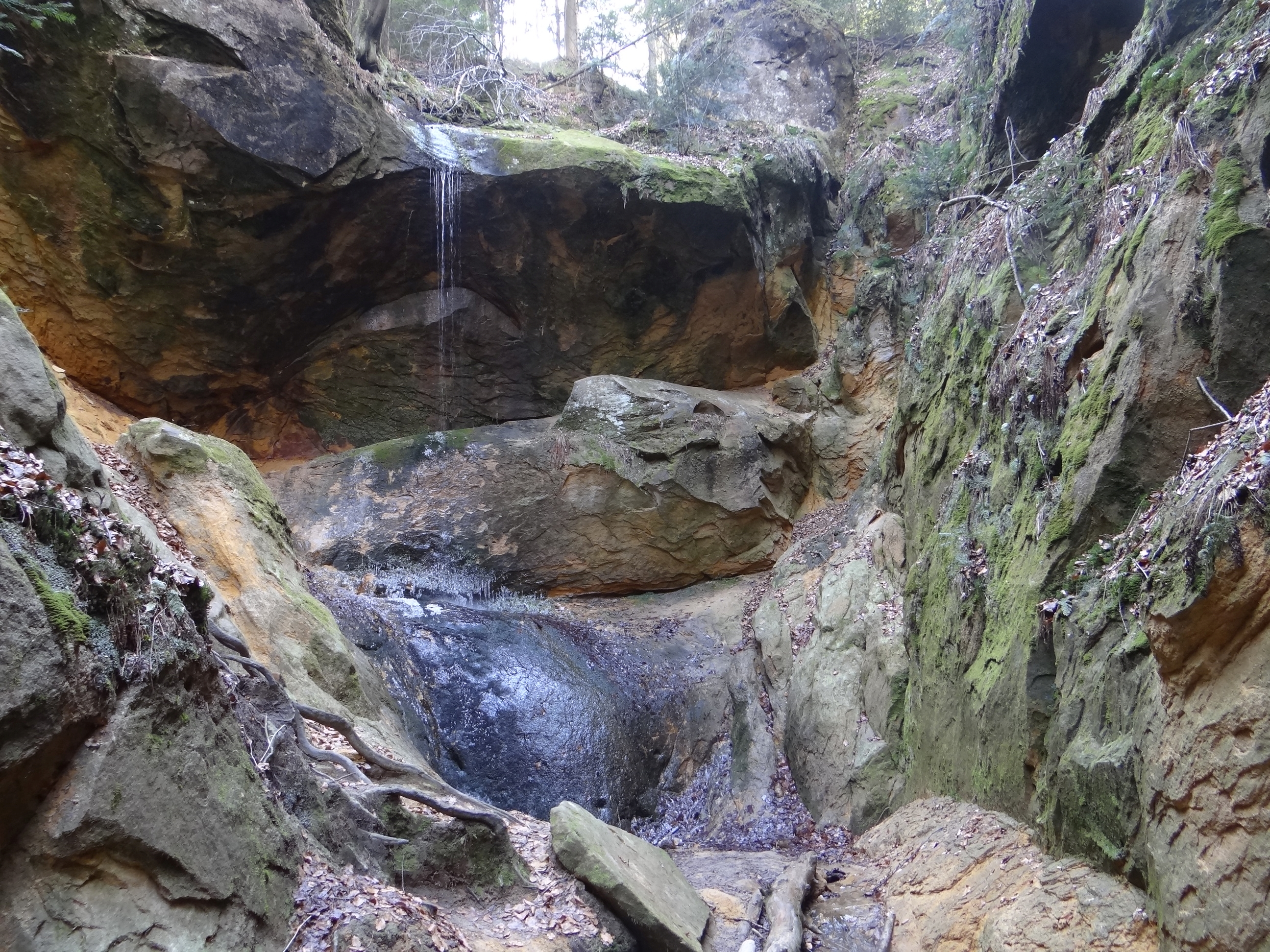
Mokra Dziura